# Thunder Lotus Games
Thunder Lotus Games é um estúdio independente de desenvolvimento de jogos eletrônicos com sede em Montreal, Canadá. Fundada em 2014, a empresa é mais conhecida por desenvolver Jotun (2015), Sundered (2017) e Spiritfarer (2020) e 33 Immortals (2025).

## História
O estúdio foi fundado em 2014 depois que o fundador Will Dubé deixou seu emprego original em um estúdio de videogame para dispositivos móveis para lançar seu próprio projeto, Jotun no Kickstarter para financiamento. Ele originalmente queria nomear o estúdio "Lotus Games", mas acabou evitando esse nome devido à confusão com outra empresa chamada Lotus Entertainment. O jogo teve uma campanha de financiamento coletivo bem-sucedida que arrecadou mais de $ 64.000, superando as expectativas de Dubé. O jogo se tornou um sucesso financeiro após seu lançamento em 2015, atraindo mais de 1 milhão de jogadores. O sucesso do primeiro jogo permitiu que a empresa começasse o desenvolvimento do próximo jogo, Sundered, um jogo Metroidvania inspirado em Rogue Legacy e Super Metroid. Ele atingiu sua meta de financiamento coletivo um dia após o lançamento de sua campanha no Kickstarter.
Após o lançamento de Sundered, a empresa assinou com o fundo de investimento Kowloon Nights para o lançamento de seu próximo jogo, Spiritfarer. Foi um sucesso comercial, vendendo mais de 1 milhão de cópias. A empresa conta atualmente com 16 funcionários. 14 deles são desenvolvedores em tempo integral, enquanto os dois restantes são responsáveis pela publicação dos jogos.

## Jogos
| Ano  | Titulo       | Plataforma(s)                                                       | Gênero(s)                      |
| ---- | ------------ | ------------------------------------------------------------------- | ------------------------------ |
| 2015 | Jotun        | PC, PlayStation 4, Wii U, Xbox One, Nintendo Switch, Stadia         | Ação e Aventura, Quebra-Cabeça |
| 2017 | Sundered     | Microsoft Windows, Xbox One, PlayStation 4, Nintendo Switch, Stadia | Roguelike, Metroidvania        |
| 2020 | Spiritfarer  | Microsoft Windows, Xbox One, PlayStation 4, Nintendo Switch, Stadia | Construção e gerenciamento     |
| 2025 | 33 Immortals | Microsoft Windows, Xbox Series X/S                                  | Ação, roguelike                |

## Ligações Externas
- Sítio oficial